# Taaffeit
Taaffeit – bardzo rzadki minerał z rodziny tlenków.
Nazwany taaffeitem na cześć hrabiego Edwarda Charlesa Richarda Taaffe, czesko-irlandzkiego gemmologa z Dublina, który odkrył ten minerał w 1945 roku. Jego oficjalna, angielska nazwa od 2002, która została zatwierdzona przez IMA brzmi Magnesiotaaffeite-2N’2S.

## Właściwości
Krystalizuje w układzie heksagonalnym. Posiada najczęściej piramidalny bądź pryzmatyczny pokrój. Jest minerałem kruchym, półprzezroczystym do przezroczystego. Najczęściej fioletowy lub różowawy. Posiada szklisty połysk i białą rysę. Czasami wykształca formy bliźniacze. Najrzadsze są okazy o czerwonym kolorze.

## Występowanie
Na Sri Lance spotykane głównie w żwirach i osadach rzecznych w aluwiach. Okazy z Chin głównie w osadach w towarzystwie spinelu czy fluorytu i w skarnach powstałych na styku dolomitów i wapieni z granitem zawierającym beryl. Taaffeit z Australii zwykle występuje w łupkach spinelowo-flogopitowych. W Mjanmie taaffeity wydobywane są głównie z pierwotnych złóż znajdujących się w żyłach pegmatytowych i skałach granitowych. Stwierdzony także w Austrii, na Madagaskarze, w Rosji, Brazylii, Afganistanie, Szwecji, Tanzanii, USA i na Ukrainie. Towarzyszą mu najczęściej spinel, apatyt, flogopit, cyrkon, granat, chryzoberyl, fenakit, fluoryt i kalcyt.

## Galeria

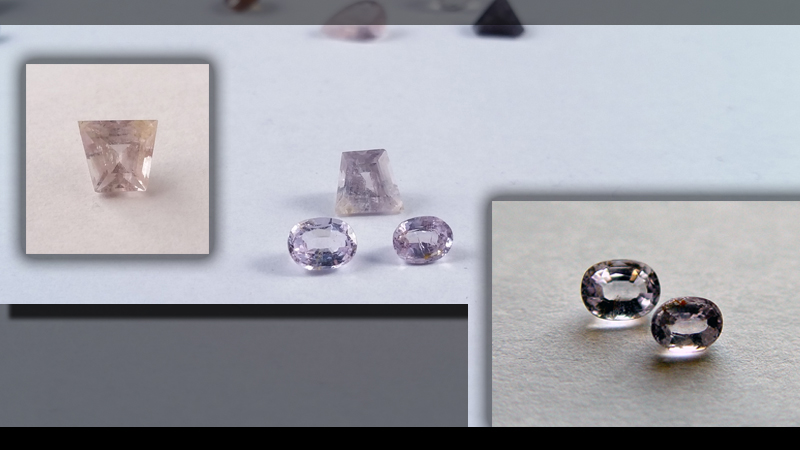
szlifowane okazy taaffeitu
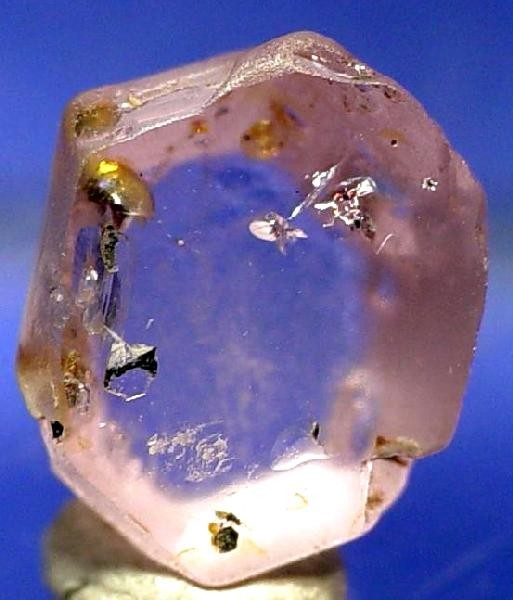
różowy okaz ze Sri Lanki